# Juan Sebastián Arango
Juan Sebastián Arango (* 8. Juli 1984) ist ein kolumbianischer Radrennfahrer.
Juan Sebastian Arango wurde 2007 in Neiva kolumbianischer Meister im Straßenrennen der U23-Klasse. Bei der panamerikanischen Meisterschaft im venezolanischen Valencia gewann er auf der Bahn die Silbermedaille im Omnium. Außerdem wurde er Etappendritter bei der Vuelta de la Juventud Colombia und Etappenzweiter beim Clásico RCN. 2008 fuhr Arango für das kolumbianische Continental Team Colombia es Pasion Coldeportes.

## Erfolge
2007
- Kolumbianischer Straßenmeister (U23)

## Teams
- 2008 Colombia es Pasion Coldeportes